# Batalla de Ménfő
La batalla de Ménfő (en húngaro: ménfői csata) fue un conflicto militar que se desencadenó el 6 de julio de 1044 entre el rey Samuel Aba de Hungría y Pedro Orseolo, quien lo destronó con ayuda de las tropas del emperador Enrique III el Negro.

## Antecedentes del conflicto
A la muerte de San Esteban I de Hungría en 1038, le sucedió en el trono su sobrino Pedro Orseolo de Hungría, hijo de María, una hermana del rey. Ante el peligro de entregarle Hungría como reino vasallo al Sacro Imperio Romano Germánico, y luego de llevar una política interna poco apropiada donde incontables nobles alemanes se mudarían al reino y obtendrían privilegios, los húngaros rechazaron a Orseolo. En 1041 fue destronado y en su lugar colocaron a Samuel Aba, quien había desposado a Carlota, hermana del fallecido San Esteban. El reinado de Samuel Aba desencadenó serios crímenes contra los nobles alemanes y partidarios de Orseolo, y finalmente fue rechazado por los nobles húngaros y el alto clero.

## La batalla
Valiéndose de todo esto como excusa, Pedro Orseolo condujo el ejército del Emperador alemán el 5 de julio de 1044 y chocaron en Ménfő, batiéndose con los soldados húngaros leales a Samuel Aba. El rey húngaro trató de escapar ante su derrota, pero los seguidores de Orseolo lo capturaron y le dieron muerte. Después de esta batalla, Pedro Orseolo gobernó hasta 1046, cuando sería derrotado por Andrés I de Hungría durante la serie de acontecimientos surgidos tras la Revuelta de Vata.